# Административно-территориальное деление Сербии

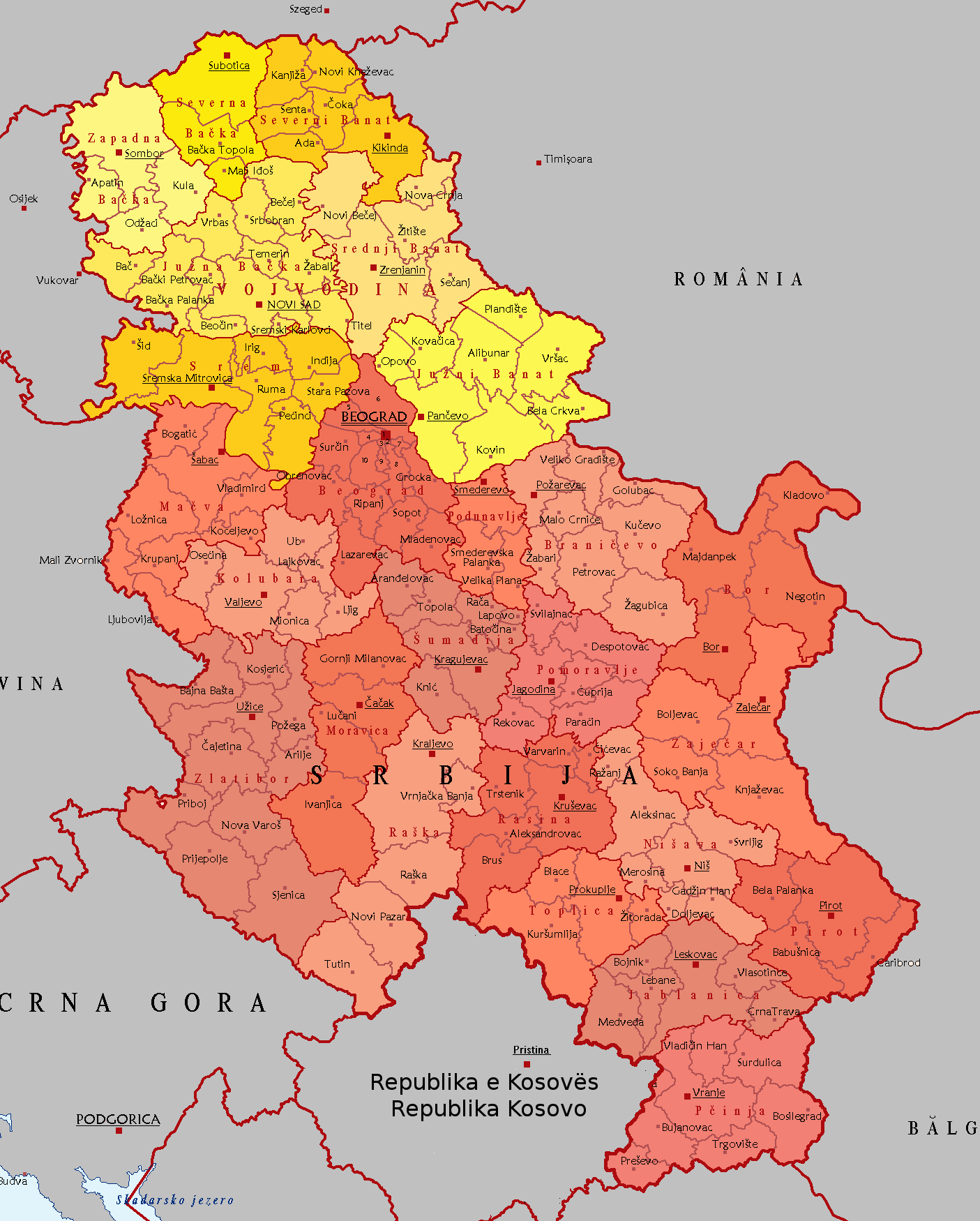
Административное деление Сербии (без Косова и Метохии)

Администрати́вное деле́ние Се́рбии — система административно-территориальных единиц Сербии, включающих 2 автономных края — Воеводину и Косово и Метохию, 174 единиц местного самоуправления: столицу Белград, 28 городских поселений и 145 общин. По административно-территориальному делению Сербия является унитарным государством. До реформы административно-территориального устройства в Сербии были только автономные края Воеводина и Косово и Метохия. Часть территории Сербии, которая находится за пределами двух автономных краёв, называлась Центральная Сербия и не представляла собой административную единицу, находясь под прямым подчинением республиканских властей. После реформы территория Сербии делится на статистические регионы, округа, города и общины.
Контроль над автономным краем Косово и Метохия был утерян сербскими властями в июне 1999 года, когда после войны НАТО против Югославии его оставили силы армии и Министерства внутренних дел Союзной Республики Югославии, а также произошел отток сербов, черногорцев и цыган, массово покидавших край. Перепись населения на этой территории органами власти Сербии не проводилась.

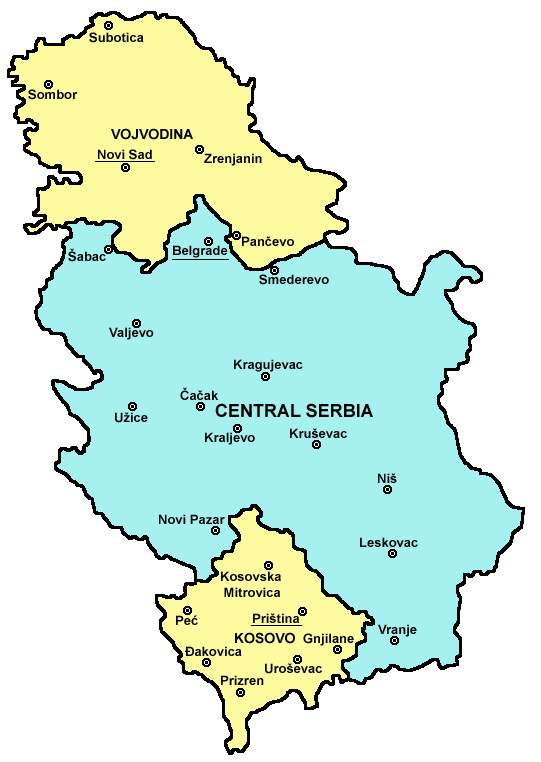
Административное деление Сербии (без Косова и Метохии) с 1959 и по 2008 год. Жёлтый (сверху) — Воеводина, бирюзовый — Центральная Сербия.

## Статистические регионы

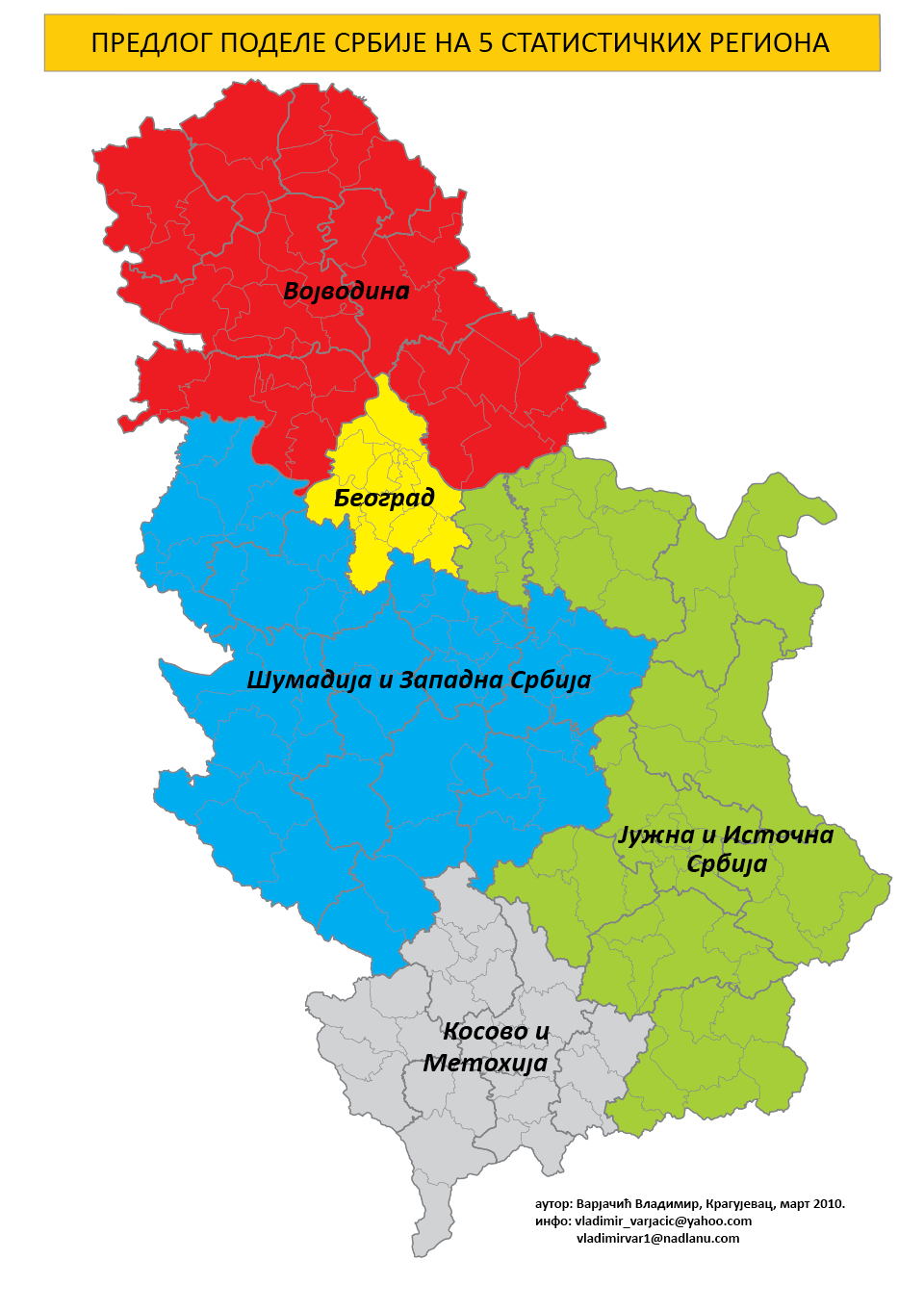
Статистические регионы Сербии

Согласно Регламенту о номенклатуре статистических территориальные единиц, введённом в действие в 2009 году и несколько изменённом в 2010 году (серб. Уредба о номенклатури статистичких територијалних јединица), в пределах Сербии выделяется три уровня статистических территориальных единиц:
- уровень НСТJ 1 — Сербия-Север и Сербия-Юг
- уровень HCTJ 2[4] — Белградский регион, регион Воеводина, регион Шумадия, регион Западная Сербия, регион Восточная Сербия, регион Южная Сербия, а также Косово и Метохия[1].
- уровень НСТJ 3 — административные округа (всего в пределах Сербии — 29 с Косовом и Метохией, 24 без них).

Эти регионы сформированы как статистические единицы с целью сбора информации для Республиканского бюро статистики и для органов местного самоуправления.

## Округа Сербии
Сербия поделена на округа — статистические единицы в рамках административно-территориального деления. Согласно решению Правительства от 29 января 1992 года, округа являются местными центрами власти, где республиканские министерства выполняют свои непосредственные функции. Каждый округ возглавляется главой округа, который ответственен непосредственно перед правительством страны. Округа не имеют местного самоуправления (кроме округа Белград). 
На территории автономного края Воеводина находится 7 округов — Сремский, Северно-Банатский, Южно-Банатский, Средне-Банатский, Северно-Бачский, Западно-Бачский, Южно-Бачский, в составе которых 45 общин.
На территории Косова и Метохии находится 5 округов — Косовский, Печский, Призренский, Косовско-Митровицкий, Косовско-Поморавский, в составе которых 29 общин.
На территории центральной Сербии находятся 17 округов: Борский, Браничевский, Заечарский, Златиборский, Колубарский, Мачванский, Моравичский, Нишавский, Пиротский, Подунайский, Поморавский, Пчиньский, Расинский, Рашский, Топличский, Шумадийский, Ябланичский и округ Белграда.

## Города
В Сербии насчитывается 29 городов, 195 населённых пунктов городского типа и 6 158 сел и деревень. Согласно 17-й статье Закона о территориальной организации Республики Сербии, статусом города обладает населённый пункт, являющийся экономическим, административным, географическим и культурным центром определённого района и находящихся в нём других населённых пунктов. Все остальные крупные населённые пункты считаются поселениями городского типа (серб. градско насеље).
До утверждения данного закона при определении статуса города использовался административно-правовой критерий, базирующийся на данных переписей населения. Данный критерий, введённый известным демографом Милошем Мацурой, делил населённые пункты страны на три типа — сельские, смешанные и городского типа. Поселение городского типа должно было насчитывать от 2000 жителей, 90 % из которых не были заняты в сельском хозяйстве.
Официальный статус города имеют следующие населённые пункты: Белград, Валево, Вране, Заечар, Зренянин, Крагуевац, Кралево, Крушевац, Лесковац, Лозница, Ниш, Нови-Пазар, Нови-Сад, Панчево, Пожаревац, Приштина, Смедерево, Сомбор, Сремска-Митровица, Суботица, Ужице, Чачак, Шабац, Ягодина. Белград, Крагуевац и Ниш делятся на несколько муниципалитетов, в то время как остальные города организованы как единая территория локального самоуправления. Согласно закону о территориальной организации Республики Сербии, статусом города обладает населённый пункт, являющийся экономическим, административным, географическим и культурным центром определённого района и находящихся в нём других населённых пунктов. Представительный орган города — городское собрание (скупштина града), избирается населением, исполнительные органы города — городской совет (градско веће), во главе с градоначальником (градоначелник), и состоящий из политиков, избираемый городским собранием, и городская управа (градска управа), состоящая из профессиональных чиновников, избираемые городским собранием.

## Общины
Наименьшей территориальной единицей Сербии является община. Представительный орган общины — общинное собрание (Скупштина општине), избирается населением, исполнительные органы общины — общинный совет (општинско веће), во главе с председателем общины (председник општине), и состоящий из политиков, избираемый общинным собранием, и общинная управа, состоящая из профессиональных чиновников, избираемых общинным собранием.